# Rüdiger Siebert

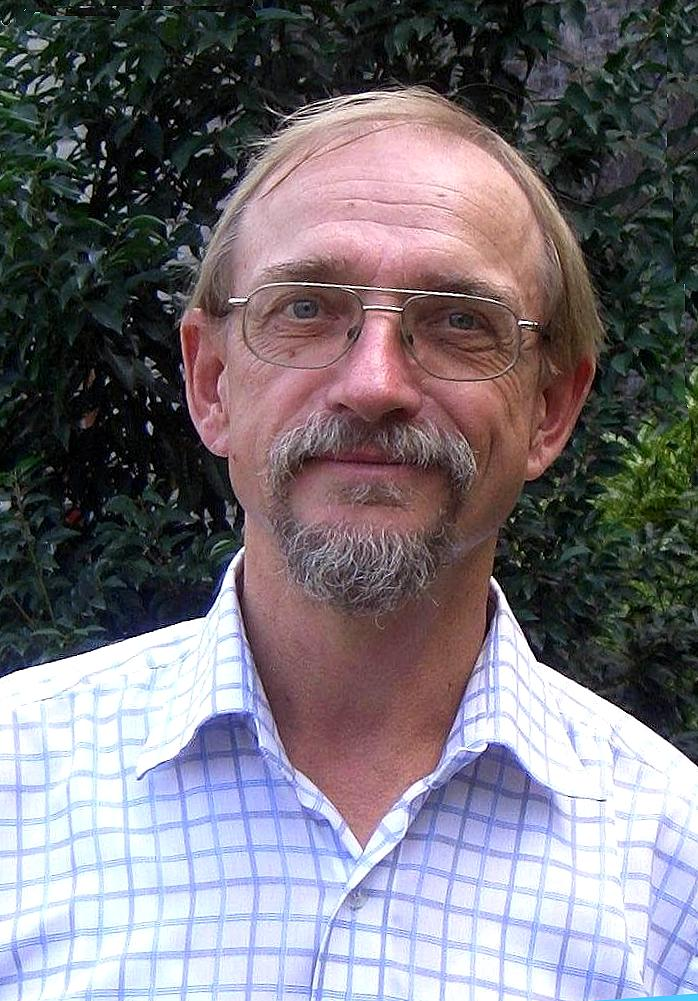
Rüdiger Siebert (2007)

Karl Rüdiger Siebert (* 17. Januar 1944 in Chemnitz; † 6. Januar 2009 in Stung Treng, Kambodscha) war ein deutscher Journalist, Redakteur und Reiseschriftsteller. Schwerpunkt seiner Tätigkeiten waren die Länder Südostasiens.

## Leben

### Jugend und Ausbildung
Als Sohn des Berufssoldaten Hans Hubert Rudolf Siebert kam Rüdiger Siebert in einer Chemnitzer Kaserne zur Welt. Seine Mutter, Theresia Siebert geborene Lichtenstern, stammte aus einem Bauernhof in Landsberg am Lech. Er hatte eine zwölf Jahre ältere Schwester, Irmtraud.
Nach dem Ende des Zweiten Weltkriegs zog die Familie nach Weißenfels an der Saale (Sachsen-Anhalt), wo der Vater die Gastspiel-Organisation der Stadt übernahm. Hier besuchte Siebert zunächst die Bergschule (Grundschule) und wechselte danach in die Oberschule, die er 1958 absolvierte. Im Jahre 1959 floh seine Familie mit ihm aus der DDR über Berlin nach Landsberg am Lech. Eine Anmeldung an der Oberschule in Landsberg wurde ihm wegen fehlender Englischkenntnisse verwehrt. In der DDR hatte er zwar Russisch, aber keine weitere Fremdsprache erlernt. Damit blieben ihm zu seiner Enttäuschung Abitur und Studium versagt.

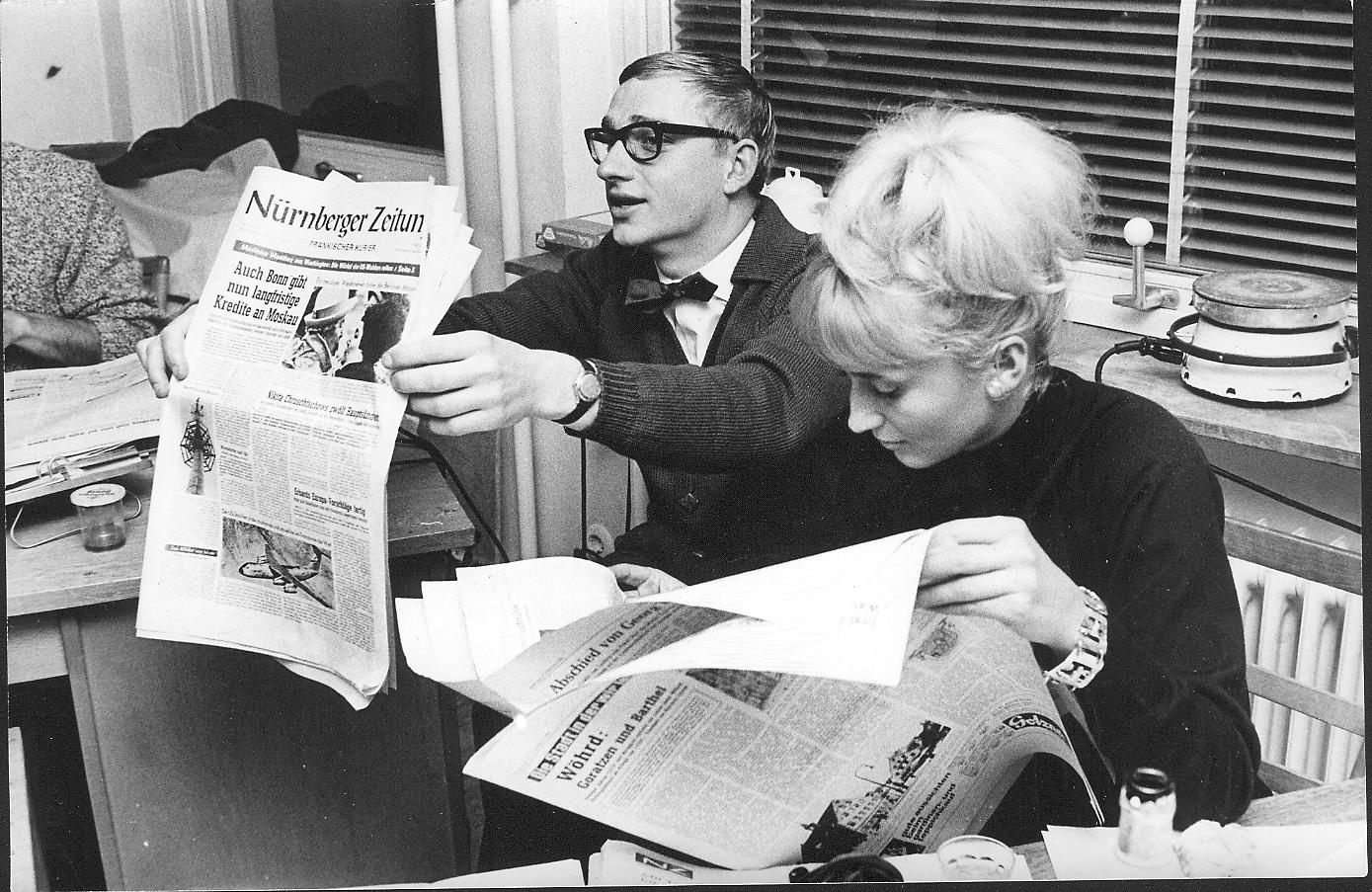
Rüdiger Siebert in der Redaktion der Nürnberger Zeitung (1964)

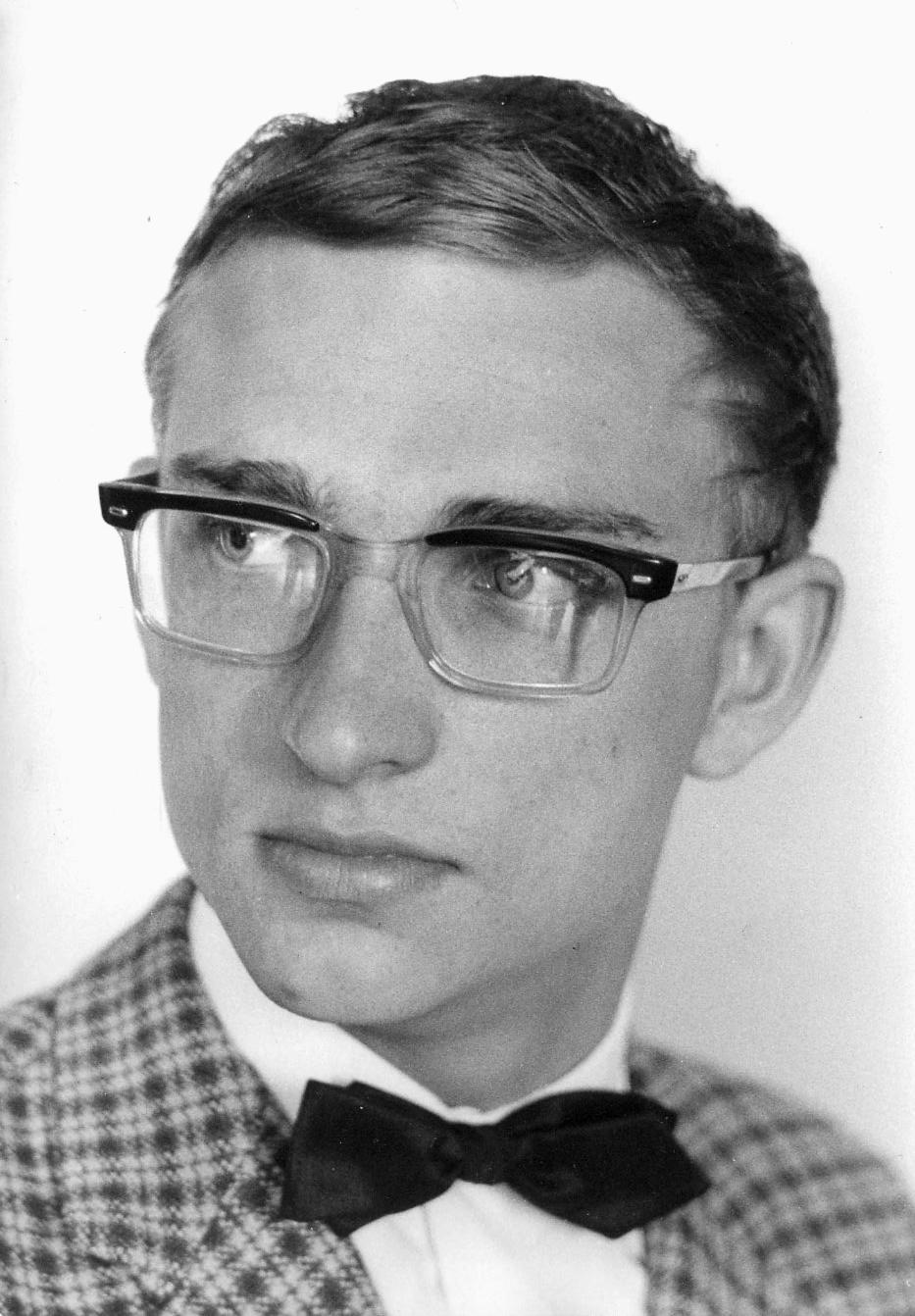
Rüdiger Siebert im Jahre 1964

Nachdem er zwei Jahre lang die private Handelsschule in Landsberg besucht und 1961 zum Abschluss gebracht hatte, zog er nach Nürnberg, um ein Volontariat bei der Nürnberger Zeitung anzutreten. Eine Unterkunft fand er im Kolpinghaus, wo es unter anderem galt, den religiösen Pflichten nachzukommen.
Im Sommer 1962 reiste er per Anhalter durch Westdeutschland und Frankreich und nach Helgoland. Zwei Jahre später trat er seine erste große Reise an, die fast sechs Monate dauerte. Abermals per Anhalter reiste er durch England, Irland und Schottland bis nach Island. In Island war er durch Geldmangel gezwungen, durch Arbeiten in einem Steinbruch und in einer Walfangstation seine Heimreise zu finanzieren.
Es waren wohl, wie er einmal selbst sich hierzu äußerte, die Reiseverbote in seiner Jugend im „Quasi-Gefängnis DDR“, die dazu führten, dass er seine Reiseziele besonders weit steckte. Im Verein mit seinem Bedürfnis, sich Anderen mitzuteilen, hatte er seine Berufung gefunden: Das Reisen, zunächst in Deutschland und Europa, später in Afrika und Asien, und den Journalismus, um seine Erlebnisse und Erfahrungen publikumswirksam zu veröffentlichen.
1965–1966 absolvierte er einen zweijährigen Wehrdienst in Tauberbischofsheim. Dort widmete er sich u. a. der Divisionszeitung „Soldat in Franken“ (SIF), wo er aus seiner Sicht Missstände in der Bundeswehr kritisierte und mit seinen Vorgesetzten in Konflikt geriet.
Im Anschluss an den Wehrdienst, im Frühjahr 1967, lebte Siebert mehrere Monate in Paris. An der Alliance Française und in einem Sprachkurs in Südfrankreich lernte er die französische Sprache. Vom 26. August 1967 bis zum 24. Januar 1970 arbeitete er als Volontär bei der evangelischen Jugendzeitschrift „Junge Stimme“ in Stuttgart. Unter anderem veröffentlichte er unter dem Pseudonym „Felix Treibeis“ pointierte Meinungsbeiträge.
Zu Beginn des Jahres 1970 bewarb sich Siebert erfolgreich um eine Anstellung bei der Deutschen Welle in Köln. Die Zeitfunk-Redaktion bot ihm Gelegenheit, als Hörfunk-Redakteur etwas Neues zu versuchen. Mitte Februar 1970 lernte er in der Kölner Volkshochschule am Neumarkt, in welchem der intellektuelle und kulturelle Treffpunkt „Josef-Haubrich-Forum“ im heute als Kunstzentrum bekannten Josef-Haubrich-Hof eingerichtet war, die 23-jährige Margarete Fiedler kennen, die 39 Jahre lang bis zum Ende seines Lebens seine Partnerin werden sollte. Drei Monate später, im Mai 1970, reisten sie gemeinsam nach Lerici in Italien am Ligurischen Meer, wo sie den Entschluss fassten, eine Übersee-Reise zu unternehmen.

### Nach Afrika
Im Juni 1971 kündigte Siebert seine Anstellung bei der Deutschen Welle. Als freier Journalist trat er gemeinsam mit Margarete Fiedler eine 14 Monate dauernde Reise an, die durch weite Gebiete Nord-, West-, Zentral- und Ostafrikas führte: Tunesien, Algerien, Marokko, Spanische Sahara, Mauretanien, Senegal, Mali, Niger, Obervolta, Elfenbeinküste, Ghana, Togo, Dahomey, Nigeria, Kamerun, die Zentralafrikanische Republik, Zaire (Kongo), Uganda, Ruanda, Tansania, Kenia. Während dieser Reise berichtete er über die deutsche Entwicklungspolitik und ihre Durchführung vor Ort. Die von Margarete in eine leserliche Handschrift übertragenen Artikel schickte er nach Deutschland, wo sie von einer Bekannten als maschinengeschriebene Abschriften an verschiedene Zeitungen weitergegeben wurden. Die Heimreise von Mombasa auf dem Frachtschiff Paranga dauerte drei Wochen: Aus politischen Gründen war der Suezkanal gesperrt, weshalb Kurs um das Kap der Guten Hoffnung genommen werden musste. Einen Teil der Ergebnisse dieser Reise, eine Auswahl aus 19 Ländern, veröffentlichte Siebert in seinem ersten Buch „Afrika schwarz weiß“ (Wuppertal 1974). 10 Jahre später erschien dieses Buch in überarbeiteter Form mit dem Titel „Bitte, wo liegt Afrika?“ (Würzburg 1984).

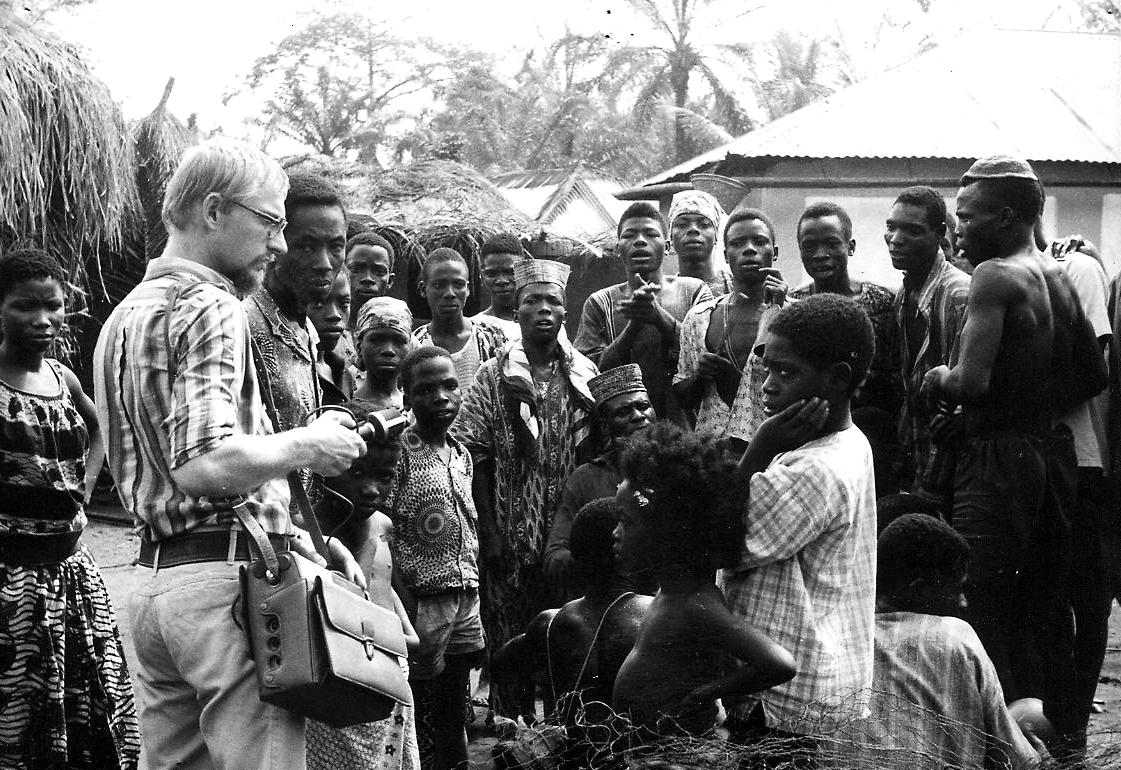
Gesangaufnahme in Togo
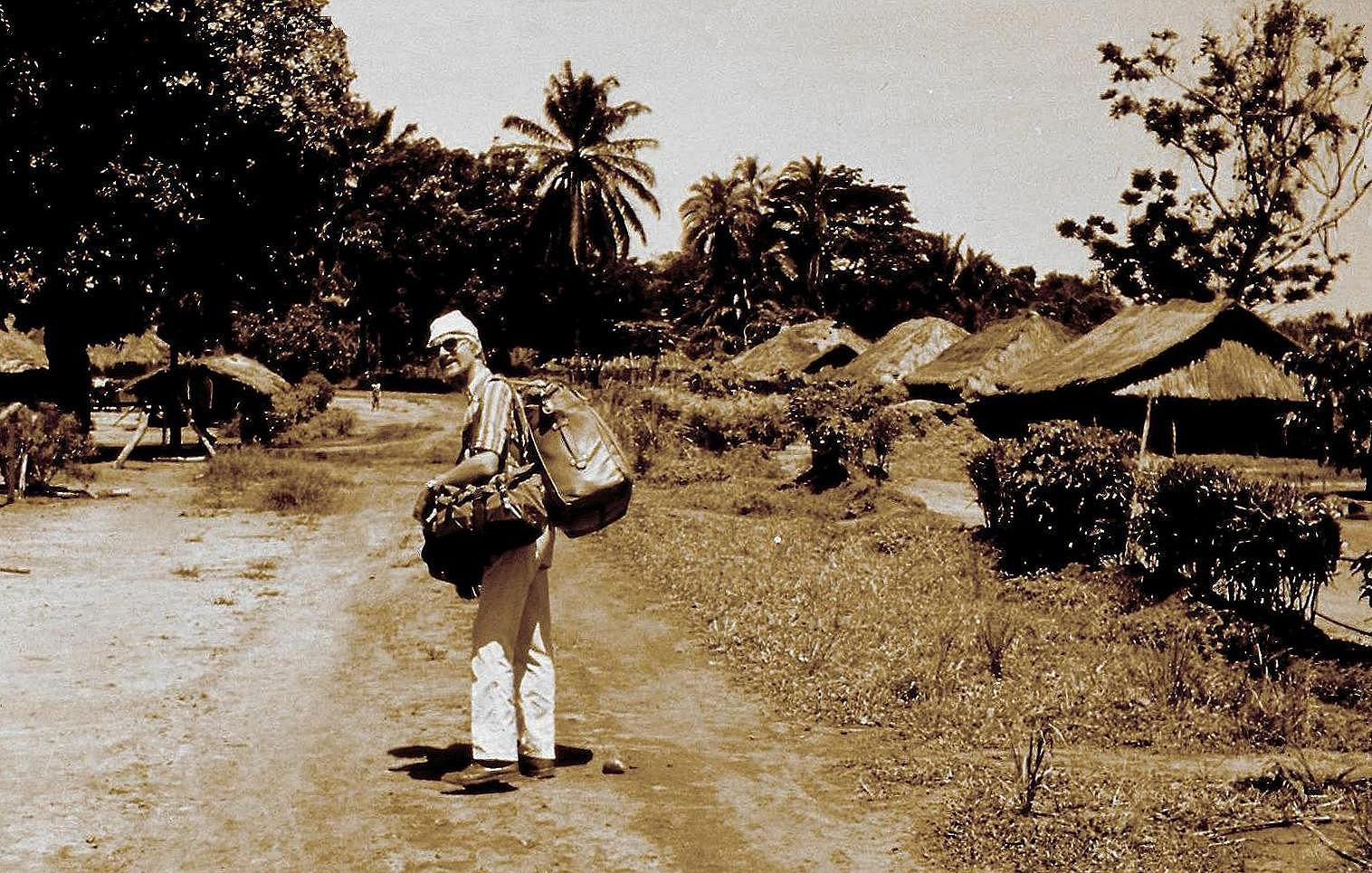
Dorfstraße in Zentralafrika
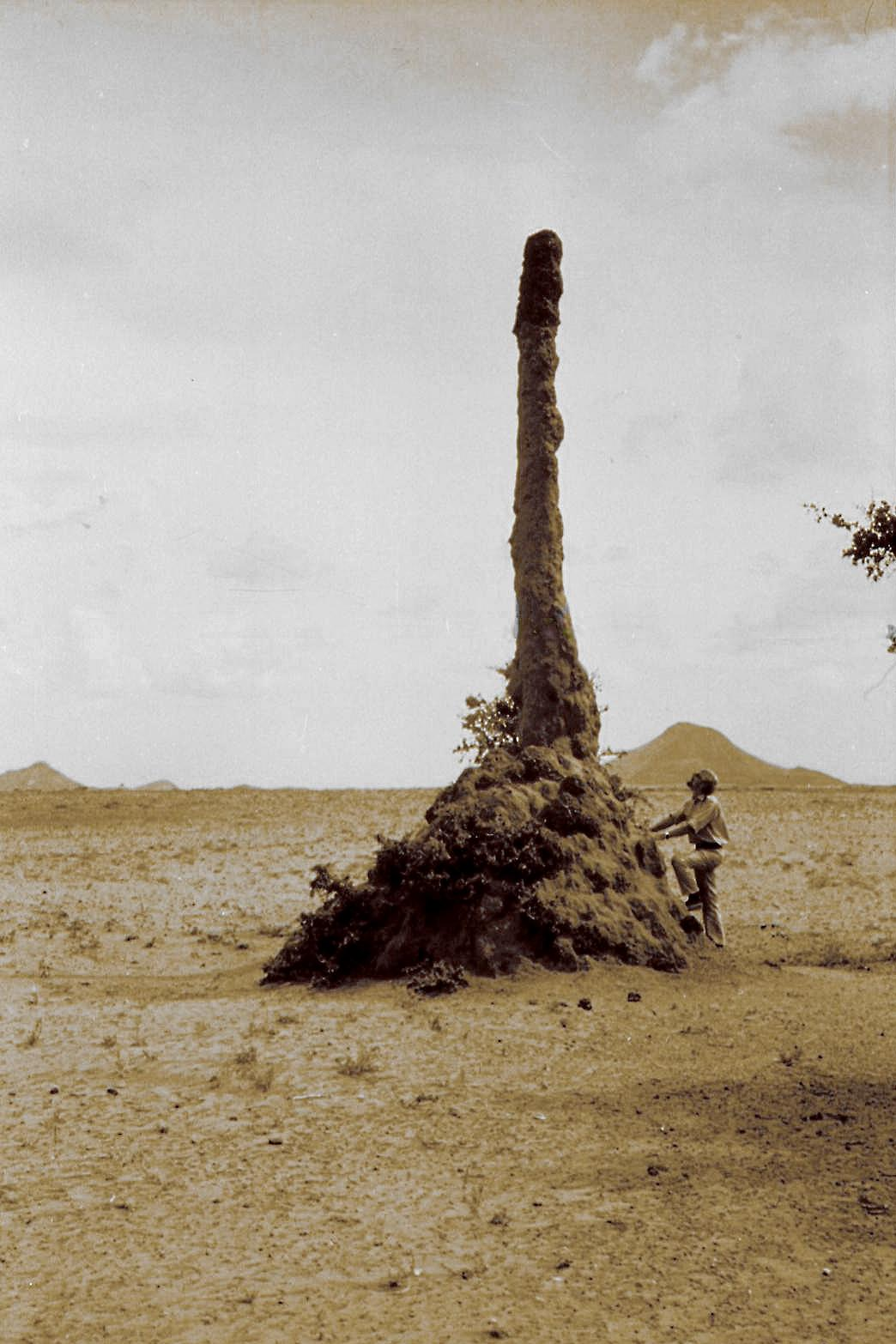
An einem hohen Termitenbau
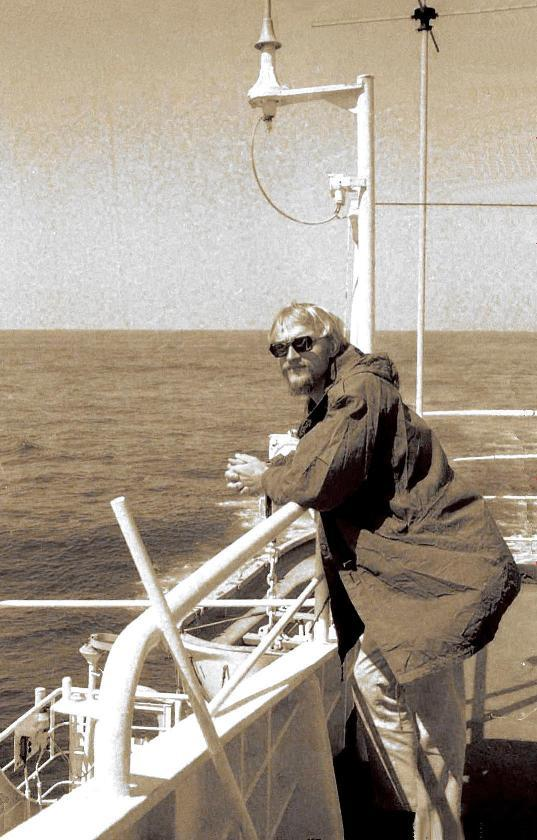
Heimreise auf dem Frachtschiff Paranga

### Als Hörfunk-Redakteur bei der Deutschen Welle

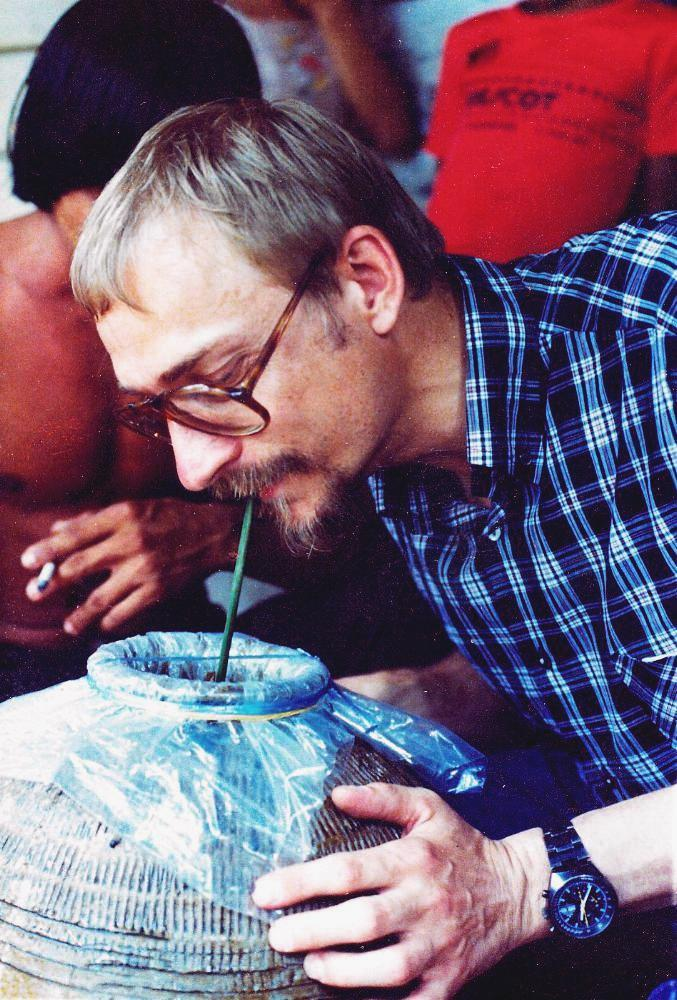
Unterwegs in Indonesien

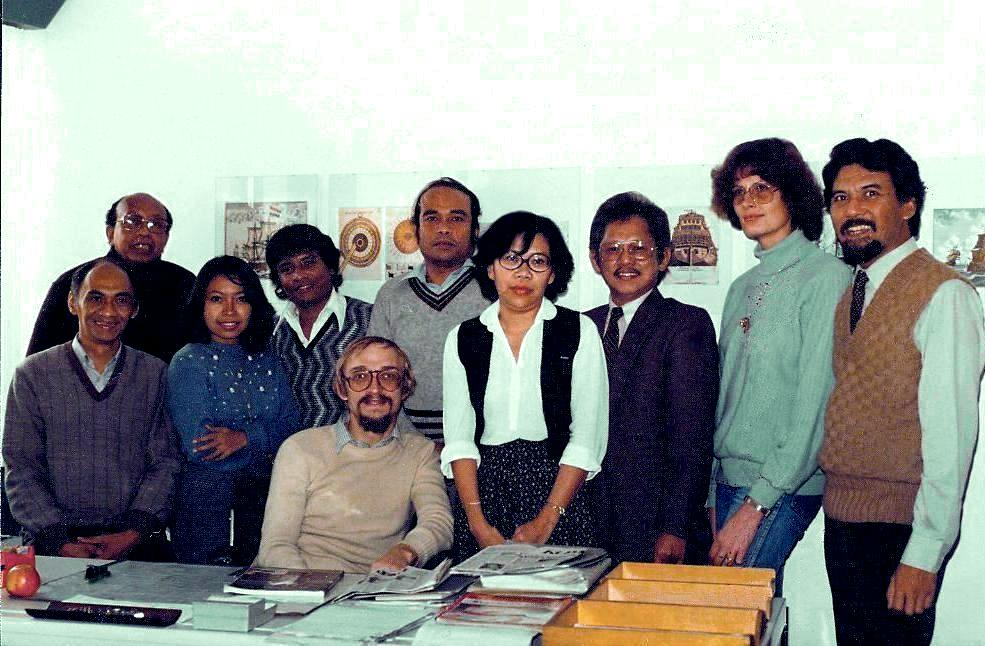
Rüdiger Siebert – in der Mitte am Tisch sitzend – als Leiter der Indonesien-Redaktion der Deutschen Welle (1979)

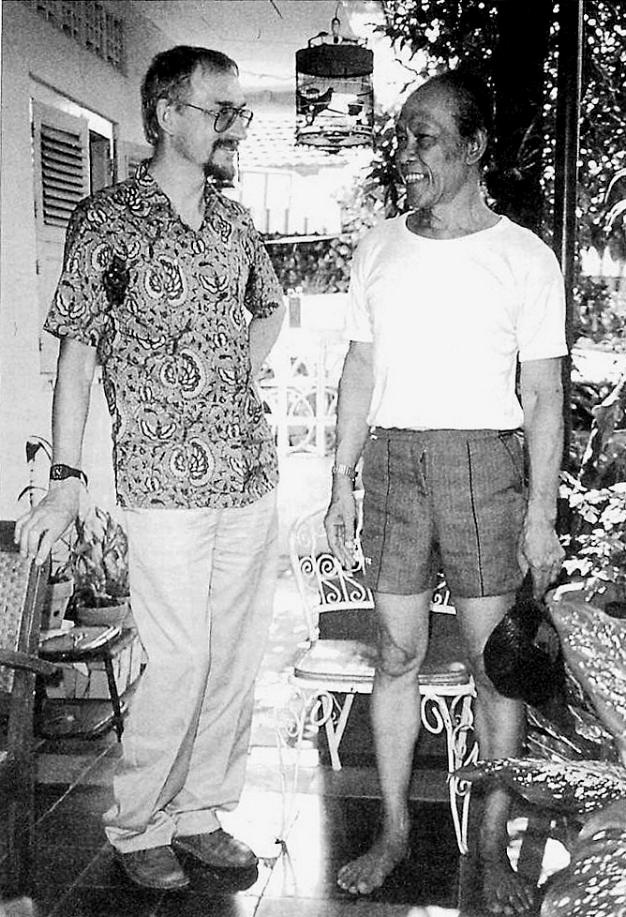
Zu Gast bei Pramoedya Ananta Toer (1997)

Anfang 1973 kehrte er zur Deutschen Welle zurück, wo zu diesem Zeitpunkt nur in der Indonesien-Redaktion eine Stelle frei war. Das indonesischsprachige Programm der Deutschen Welle begann mit seinen Sendungen am 30. September 1963. „Inilah Suara Jerman…“, so konnten Kurzwellenhörer in Indonesien zum ersten Mal diese Ansage aus dem Äther empfangen: „Hier ist die Deutsche Welle“. Für die Mitarbeit in diesem Programm lernte Siebert die indonesische Sprache durch einen Intensivkurs an der Kölner Universität und mit einer mehrwöchigen Hospitation beim damaligen „Radio Sonata“ in Bandung. Schon dieser erste Indonesien-Aufenthalt wurde von Siebert dazu benutzt, auf Reisen innerhalb Javas das Land, die Menschen und ihre Kultur kennen zu lernen.
Danach unternahm er fast jedes Jahr – oftmals sogar zweimal im Jahr – Dienstreisen nach Indonesien. Neben seiner Tätigkeit als Redakteur in Kooperation mit indonesischen Hörfunkstationen – u. a. mit „Radio Republik Indonesia“ in Jakarta (RRI) und „Radio Sonata“ in Bandung – war Siebert als Journalist unterwegs. Er interessierte sich für das Leben des einfachen Volkes, beschrieb ihre Sorgen und Nöte und nahm an ihren religiösen und zeremoniellen Festen teil. Darüber hinaus galt sein besonderes Interesse jenen Personen, die maßgeblich die geschichtliche, kulturelle, künstlerische und geistige Entwicklung dieses Landes gefördert haben. Zu ihnen gehören der Kritiker der niederländischen Kolonialpolitik Eduard Douwes Dekker alias Multatuli, die Frauenrechtlerin Raden Adjeng Kartini, der Dichter Max Dauthendey, der Schriftsteller Joseph Conrad und der Maler und Musiker Walter Spies, aber auch Forschungsreisende wie Franz Junghuhn, den er als Pionier der wissenschaftlichen Erkundung Indonesiens würdigte, oder Karl Helbig, der als herausragender Indonesienkenner ihm mit Rat und Tat zur Seite stand. Ein gern gesehener Gast war er bei Pramoedya Ananta Toer, dem bedeutendsten indonesischen Schriftsteller des 20. Jahrhunderts. Über diese und zahlreiche weitere Persönlichkeiten veröffentlichte Siebert biografische Beiträge.
Siebert entwickelte sich so zu einem der besten Indonesien-Kenner. Dies versetzte ihn in die Lage, bei der Umgestaltung des indonesischsprachigen Hörfunkprogramms maßgeblich mitzuwirken. Gemeinsam mit seinen indonesischen Kollegen – allen voran mit Mariana Kwa und Mohammad Arsad – und in Abstimmung mit der Hörfunk-Szene in Indonesien fand eine ständige Weiterentwicklung dieses Programms statt. Der Austausch mit den indonesischen Hörfunkanstalten wurde durch Förderung und Ausbildung von jungen Indonesiern und Indonesierinnen vertieft, von denen einige die Bundesrepublik Deutschland als neue Heimat gewählt haben und als zeitweilige oder dauerhafte Mitarbeiter für die Redaktion gewonnen werden konnten.
Zur erfolgreichen Zusammenarbeit mit Einrichtungen in Indonesien kamen wichtige Kontakte in Deutschland: Zum malaiologischen Apparat des Orientalischen Instituts der Universität Köln, zu ähnlichen bilateralen Instituten in anderen Universitäten und zu indonesischen Studenten. Siebert war Mitglied des Kuratoriums der Stiftung Asienhaus in Essen und Mitglied des Vorstands der Deutsch-Indonesischen Gesellschaft in Köln. In jenen Jahren war er auch ständiger freier Mitarbeiter bei verschiedenen Zeitungen, u. a. für die Neue Zürcher Zeitung (mit der wöchentlichen Kolumne Unterwegs notiert), für Die Zeit, für die Frankfurter Rundschau und für den Mannheimer Morgen.
In Anerkennung seines Engagements wurde Siebert 1977 zum Leiter der Redaktion für das indonesischsprachige Hörfunkprogramm der Deutschen Welle ernannt. Dreißig Jahre lang war er für dieses Programm tätig. Eines seiner wichtigsten Ziele war die Mitwirkung an einem geistigen und kulturellen Brückenschlag zwischen Deutschland und Indonesien. In Deutschland fanden seine Eindrücke und Erlebnisse aus Indonesien in Büchern, Artikeln, Lichtbildvorträgen und Lesungen ihren Niederschlag. Das indonesische Publikum wurde durch Hörfunk-Beiträge über das aktuelle Tagesgeschehen in Deutschland und Europa informiert. Unter dem Titel „Sejenak bersama Bung Rudi“ („Einen Augenblick mit Kamerad Rudi“) meldete sich Siebert einmal pro Woche selbst zu Wort; seine kurzweiligen Plaudereien aus dem alltäglichen deutschen Leben waren bei seinen Zuhörern in Indonesien sehr beliebt. Im März 1986 kam zu dem bis dahin gesendeten Abendprogramm eine Morgensendung hinzu. Zweimal je 50 Minuten lang wurden tagesaktuelle Nachrichten, politische Kommentare und Berichte und Beiträge aus allen Bereichen des deutschen Lebens und der internationalen Beziehungen ausgestrahlt, verbunden mit Musik von Klassik bis Pop.
Sieberts journalistisch-publizistische Tätigkeit wurde mehrfach ausgezeichnet: 1972 mit dem Terre-des-hommes-Preis, 1974 mit dem Kurt-Magnus-Preis der ARD, 1985 mit dem Preis der Leseratten des ZDF. Für seinen Hörfunk-Beitrag „Die Kindersklaven von Carpet Belt – Wie indische Teppiche geknüpft werden“, der 1991 vom Norddeutschen Rundfunk ausgestrahlt wurde, erhielt er vom Bundespräsidialamt und vom BMZ (Bundesministerium für wirtschaftliche Zusammenarbeit und Entwicklung) den Medienpreis Entwicklungspolitik.
Große Tatkraft bewies er auch in seinem gesellschaftlich-politischen Engagement. Organisiert vom Friedrich-Bödecker-Kreis, unternahm er 15 Jahre lang Lesereisen durch Schulen in Deutschland und Luxemburg, wobei sein Buch „Insel im schwarzen Fluss – Geschichte einer verkauften Kindheit in Thailand“ bei vielen Kindern und Jugendlichen ein bemerkenswertes Echo auslöste. Seit den 1970er Jahren unterstützte Siebert auch das Kinderhilfswerk terre des hommes: Seine Bücher „Insel im schwarzen Fluss“ und „Bambus lässt sich nicht brechen“ gelangten als „terre des hommes-Buch“ in den Handel. Bei Amnesty International setzte er sich für politisch Verfolgte ein.

### In Asien unterwegs

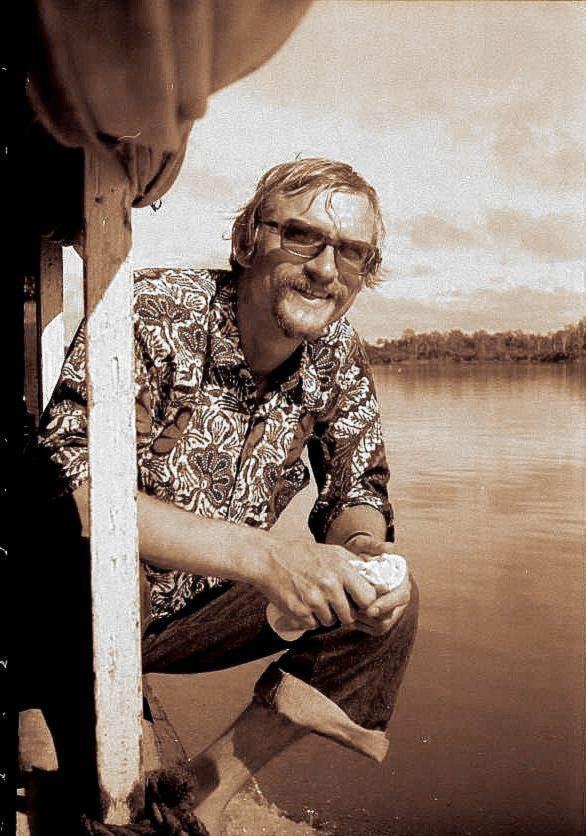
Auf den Spuren von Joseph Conrad in Kalimantan

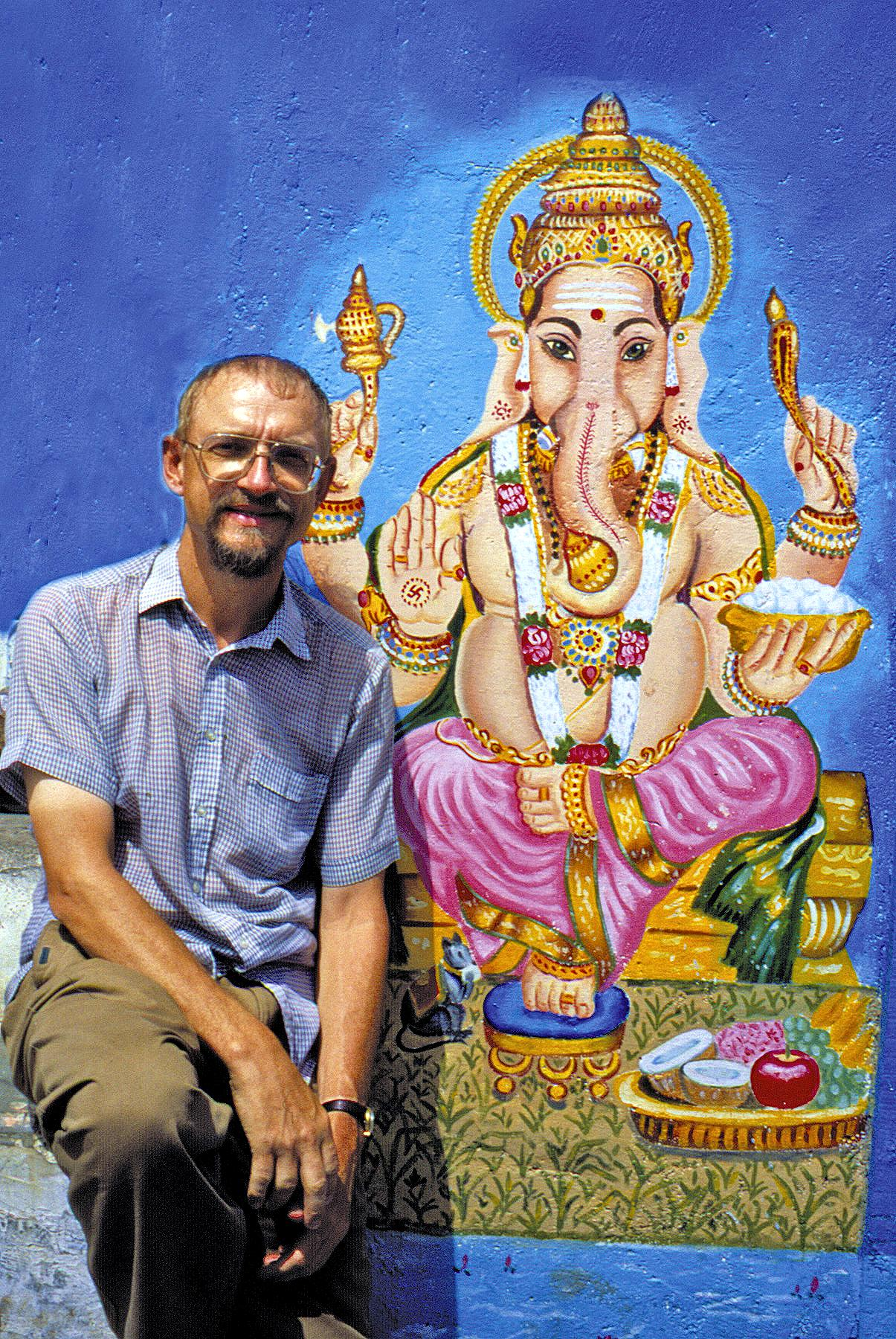
Rüdiger Siebert mit Ganesha

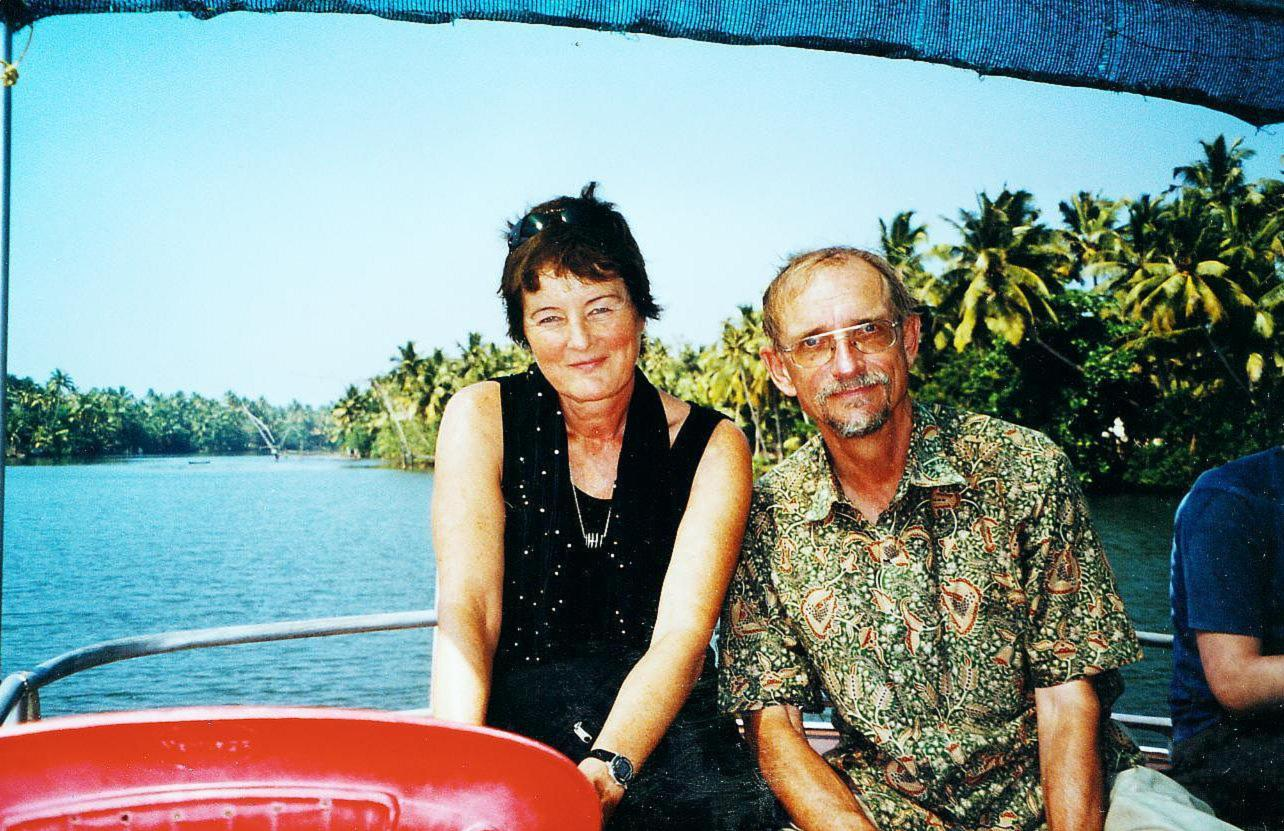
Margarete und Rüdiger Siebert auf einem Boot des öffentlichen Nahverkehrs in Kerala, Südindien (2007)

Sieberts Anstellung in der Indonesien-Redaktion in der Deutschen Welle machte natürlich in den ersten Jahren Indonesien zum Schwerpunkt seiner publizistischen Tätigkeit. Die Erlebnisse und Eindrücke seiner ersten Indonesien-Reisen schilderte er in seinem 1976 erschienenen Buch „Roter Reis im Paradies – indonesische Gespräche“. Seine Berichte über akute Umweltprobleme, über die Not der Armen in den Slums der großen Städte, über rechtlose politische Gefangene auf der Molukkeninsel Buru und über das Militärregime bescherten ihm ein zeitweiliges Einreiseverbot. Im Gegensatz dazu stehen die Begegnungen mit indonesischen Intellektuellen, die mit Gesprächsprotokollen geschildert sind. 1987, in seinem Buch „5x Indonesien“, ergänzte er seine ersten Reiseeindrücke. In fünf „Versuchen der Annäherung“ werden die Menschen in ihrem gesellschaftlichen und sozialen Umfeld, ihre Geschichte und ihre Kultur geschildert.
Siebert recherchierte über die von ihm bereisten Länder mit Sorgfalt. Mit welcher Intensität er die vorhandenen Quellen auswertete, geht bereits aus den Bibliographien in seinen Büchern hervor, die aus Platzgründen meist nur als Auswahlbibliographien veröffentlicht wurden. Seine Recherchen umfassten nicht nur akute soziale und wirtschaftliche Probleme, sondern auch die Geschichte und die geschichtliche Entwicklung dieser Länder. Auf den Philippinen folgte er den Spuren des Weltumseglers Magellan und veröffentlichte dessen Ende unter dem Titel „Tod auf Mactan“ (Würzburg 1982). Auf Borneo reiste er auf den Spuren von James Brooke, Sandokan, Almeyer und anderen, Hauptfiguren in seinem Buch „Wolken über Borneo – die Insel der Träumer, Narren und Piraten“ (Würzburg 1984). Fünf Jahre später, ebenfalls mit geschichtlichem Hintergrund, folgte das Buch „Das Meer der Träume – Joseph Conrads Ostindien“ (München 1989). Hierfür reiste Siebert den Wegen des Schriftstellers Joseph Conrad in Südostasien nach.
Am 27. Mai 1994 heiratete Rüdiger Siebert seine Lebensgefährtin Margarete Fiedler.
Ende der 1990er Jahre wandte er sich vermehrt den Ländern auf dem südostasiatischen Festland zu. Zusammen mit dem Kölner Journalisten Heinz Kotte reiste er durch Laos, Kambodscha und Vietnam. Höhepunkte dieser Reisen waren der Besuch der „Ebene der Tonkrüge“ in Nord-Laos, die wegen Minenfeldern nur in markierten Sektoren betreten werden durften, und die Ruinen von Angkor im Norden von Kambodscha. Im wiedervereinigten Vietnam wurden die Fortschritte des Wiederaufbaues untersucht.
Im Jahre 2002, nach mehr als drei Jahrzehnten Tätigkeit in der Deutschen Welle, ging Siebert in den Vorruhestand, um sich unabhängig und uneingeschränkt seiner publizistischen Tätigkeit zu widmen. Diese Studien, zu denen auch die Religionen auf dem asiatischen Festland gehörten, dienten zur Vorbereitung für seine ausgedehnten Indien-Reisen. Im Jahre 2003 reiste er durch Nordindien in das südliche Nepal, 2005 entlang der Ostküste Vorderindiens von Kalkutta bis zum Kap Komorin, 2007 entlang der Westküste von Kerala bis Gujarat. Bei der ersten Reise folgte er dem Lebensweg Buddhas. Bei der zweiten Reise lernte er die hinduistischen Riten zu Ehren der Göttin Kali im Gebiet von Kalkutta und jene zu Ehren der jungfräulichen Göttin Kanyakumari am Südkap kennen. Bei der dritten Reise, die er gemeinsam mit seiner Gattin Margarete unternahm, wurden die historischen Überreste der ersten europäischen Kolonien aufgesucht.

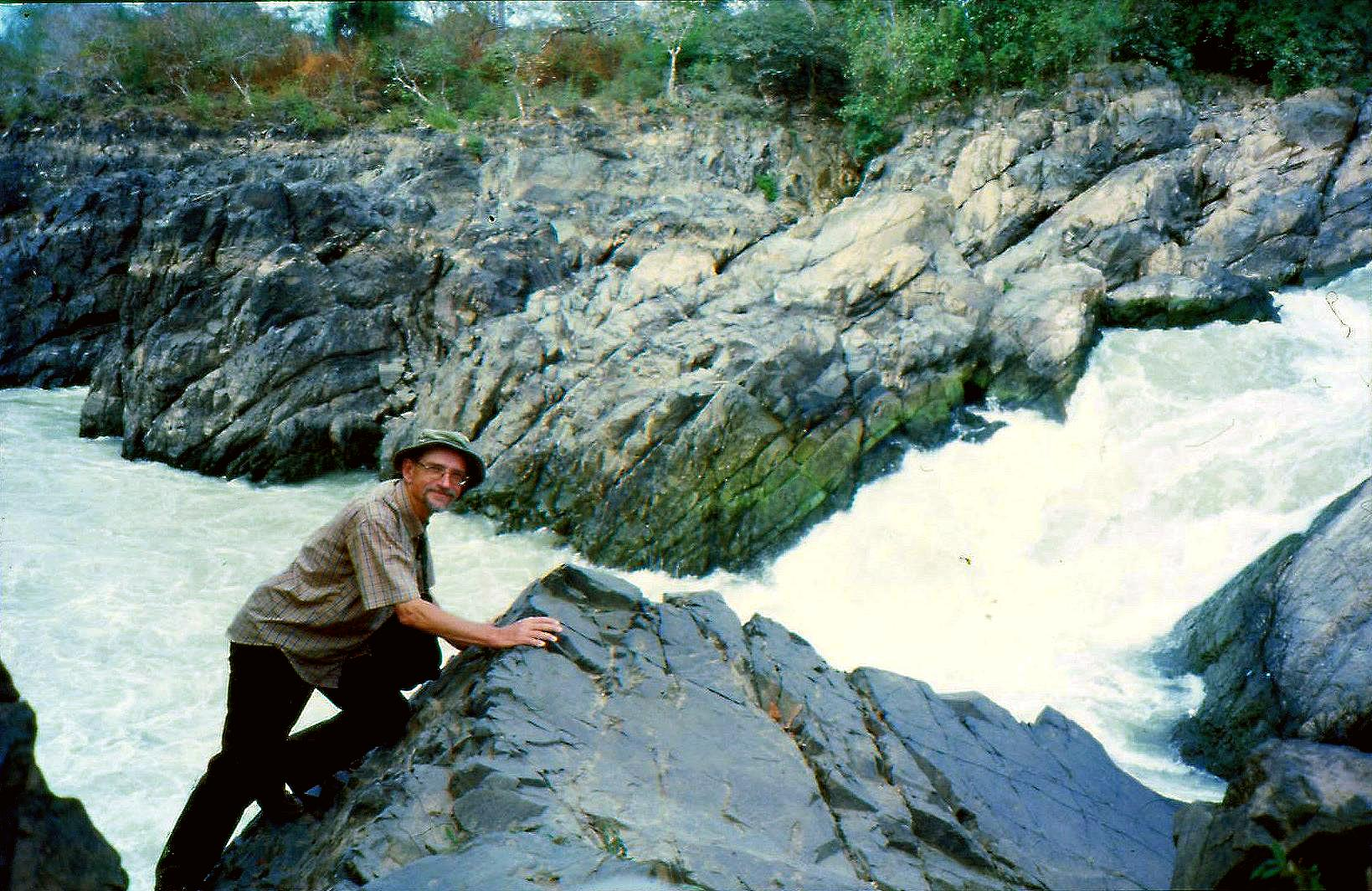
Das letzte Foto von Rüdiger Siebert, aufgenommen am 4. Januar 2009 an den Khone-Wasserfällen des Mekong in Süd-Laos, ca. 36 Stunden vor seinem Tod.

Am 15. Dezember 2008 traten Rüdiger und Margarete Siebert ihre letzte gemeinsame Reise an, die von Nord-Thailand bis in das Mekong-Delta im Süden von Vietnam geplant war. Sie sollte der abschließenden Recherche zu einem Buch über den Mekong dienen, zu dem es bereits ein Rohmanuskript gab. Ohne Vorzeichen einer vorherigen Krankheit verstarb Rüdiger Siebert am 6. Januar 2009, um 4 Uhr morgens, in der Stadt Stung Treng in Kambodscha nahe der laotischen Grenze.
Margarete Siebert: „Es ging alles sehr schnell. Als ich durch ungewohnte Laute aus seinem Bett geweckt wurde und nach ihm sah, konnte er mich offenbar schon nicht mehr wahrnehmen. Ich ahnte nicht, was vorging, dachte nicht an Sterben, denn auf der ganzen Reise war Rüdiger fit und belastbar gewesen und noch am Abend vorher war er munter, scheinbar wie immer …“
Siebert wurde nach buddhistischem Ritus bestattet. Der Sarg wurde auf einem Holzstoß verbrannt. An einem Ort, wo einst ein Khmer-Tempel versank, wurde seine Asche dem Mekong übergeben. Im Andenken an Rüdiger Siebert fand am 28. Februar 2009 im MediaPark in Köln eine Gedenkfeier statt.

## Ehrungen
- Terre-des-hommes-Preis
- Kurt-Magnus-Preis der ARD
- Preis der Leseratten des ZDF
- Medienpreis Entwicklungspolitik

## Veröffentlichungen

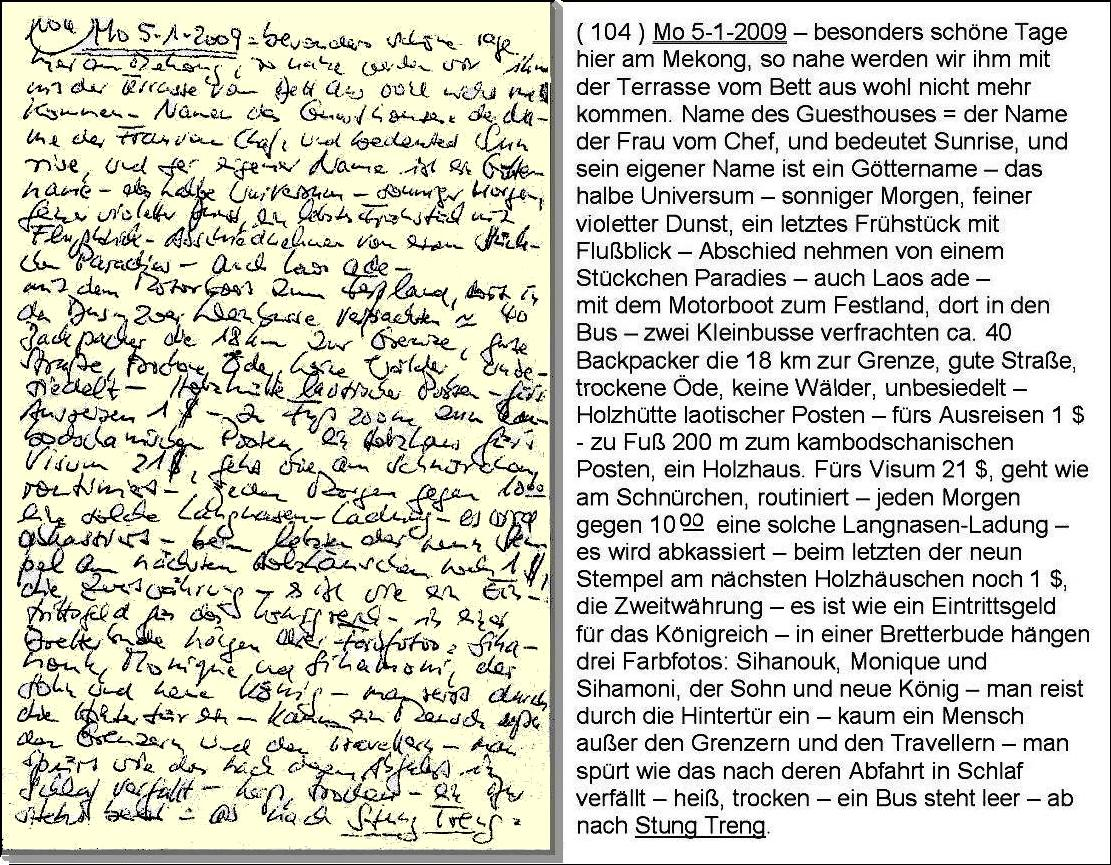
Aus Rüdiger Sieberts letztem Tagebuch. – Links: Kopie der vorletzten Seite des Originals. Nur wenige Stunden nach diesem Eintrag verstarb Siebert plötzlich und unerwartet. – Rechts: Abschrift des Textes. – Im Buch „Mythos Mekong“ wurde dieser Text von Margarete Siebert redaktionell bearbeitet und um einen Zusatz über die Verschmutzung des Wassers erweitert, der auf dem letzten Blatt dieses Tagebuches als Fußnote geschrieben steht.

Siebert war ein außergewöhnlich produktiver Journalist. Sein literarisches Gesamtwerk auch nur ansatzweise zu erfassen, ist ein hoffnungsloses Unterfangen. Mehr als hundert Reisetagebücher hat er mit seinen Notizen gefüllt. Unübersehbar ist die Zahl seiner Manuskripte für Zeitungsartikel, Dia-Vorträge, Lesungen und Hörfunkbeiträge. Das Sichten und Registrieren des noch vorhandenen Materials würde sich über Monate hinziehen, ohne Aussicht auf Vollständigkeit. Es können daher nur seine Bücher genannt werden.
- Afrika schwarz weiß. Momentaufnahmen einer Reise durch 19 afrikanische Länder. Jugenddienst-Verlag, Wuppertal 1974 (edition pacific). 257 Seiten. ISBN 3-7795-7413-6.

Erlebnisse und Beobachtungen aus Nord-, West-, Zentral- und Ostafrika.
- Roter Reis im Paradies. Indonesische Gespräche. Jugenddienst-Verlag, Wuppertal 1976 (edition pacific). Mit 1 Karte und 34 (19 farbigen) Fotos auf 8 Tafelseiten. 175 Seiten. ISBN 3-7795-7606-6 (2. Auflage 1977).

Berichte über Jakarta, Java, Buru, Bali, Flores, Timor, Kalimantan und Sumatra. Über die Lichtseiten Indonesiens und über die Schattenseiten der „paradiesischen“ Diktatur in diesem Land.
- Alltag unter Palmen. Bilder und Geschichten aus Afrika und Asien. Jugenddienst-Verlag, Wuppertal 1978. Mit zahlreichen s/w-Fotoabbildungen. 61 Seiten. ISBN 3-7795-7629-5.

Beiträge aus: Zentralafrikanische Republik, Kalkutta (2×), Sulawesi (4×), Bangkok, Bangladesh (3×), Benin, Obervolta (2×), Seram (Molukken), Jakarta, Kamerun, Ghana.
- Tod auf Mactan. Spurensuche im Fall Magellan gegen Lapulapu. Arena Verlag Georg Popp, Würzburg 1982. 256 Seiten. ISBN 3-401-03935-0.

Mit historischen Daten (Zeittafel), Bibliographie, Personenregister und geographischem Register.
- Bilder einer Reise – Indonesien. Mit Jürgen Däuwel und Günter Nagel (Photographie). Mit 46 ganzseitigen s/w-Fotos. 68 unpaginierte Blätter. 4°. 1982. Im Selbstverlag ohne Ortsangabe (Karlsruhe; Auflage: 300 Exemplare).

Die Texte sind Neubearbeitungen von Sieberts Beiträgen aus der Reihe „Unterwegs notiert“ in der Neuen Zürcher Zeitung sowie Zitate aus den Büchern „Roter Reis im Paradies“ und „Alltag unter Palmen“.
- Wolken über Borneo. Insel der Träumer, Narren und Piraten. Arena-Verlag Georg Popp, Würzburg 1984. Mit zahlreichen s/w-Fotoabbildungen und 2 Kartenskizzen im Text. Auf den Vorsätzen eine doppelseitige Borneo-Karte. 176 Seiten. ISBN 3-401-04023-5.

Spannende Geschichten, mühevoll recherchiert, über Menschen, die Borneos Geschichte bereichert haben: Charles Brooke, der erste „Weiße Radjah“ auf Borneo, Sandokan, Freiheitskämpfer im heutigen Sabah, Charles Almeyer, dessen Leben als Vorlage für Joseph Conrad diente. Darüber hinaus werden die Gegensätze zwischen Dschungel und Mangroven, Sultanen und Kopfjägern zu Großstädten mit Flughäfen sowie Ölfelder mit Bohrtürmen geschildert.
- Bitte, wo liegt Afrika? Momentaufnahmen einer Reise. Arena-Verlag Georg Popp, Würzburg 1984 (Arena-Taschenbuch Band 1487). Mit zahlreichen s/w-Fotoabbildungen und einer Kartenskizze mit der Reiseroute. 263 Seiten. ISBN 3-401-01487-0.

Überarbeitete Neuauflage des Buches „Afrika schwarz weiß“ (Wuppertal 1974).
- Insel im schwarzen Fluss. Die Geschichte einer verkauften Kindheit in Thailand. Würzburg: Arena Verlag, 1984. Terre des hommes-Ausgabe. 168 Seiten. ISBN 3-401-04080-4.

Ein neuer Abdruck (8. bis 10. Tausend) erhielt im Frühjahr 1985 den Preis der Leseratten des ZDF.
2. Auflage 1988. Arena-Taschenbuch Band 1596. ISBN 3-401-01596-6.

3. Auflage 1995. Vom Autor überarbeitete Neuausgabe. Arena-Taschenbuch Band 1820. ISBN 3-401-01820-5.

Neuauflage 2000: terre des hommes-Verlag, Osnabrück 2000. Ein terre-des-hommes-Buch. 192 Seiten. ISBN 3-924493-32-4.

Neuauflage 2002: terre des hommes-Verlag (wie 2000).

Rüdiger Sieberts erfolgreichstes Buch. – Dieser Roman zum Thema „Kinderarbeit“ schildert den Alltag des thailändischen Jungen Thong, der von seinen Eltern zum Geldverdienen nach Bangkok geschickt wurde und dort unter unmenschlichen Bedingungen in verschiedenen Fabriken arbeiten muss. Siebert begegnete einem solchen Jungen in einem Kinderdorf am River Kwai; stellvertretend für viele andere Jungen und Mädchen in Thailand wurde dieser Junge zum Vorbild für seine Romanfigur Thong.
Niederländische Ausgabe:

Thong: een verkochte jeugd in Thailand. Vert. uit het Duits door Harriet Laurey. U.M.Holland, Haarlem, 1990. 128 Seiten. ISBN 90-251-0624-2.
Französische Ausgabe:

Une île sur le fleuve noir: L'histoire d'une enfance vendue en Thailande. Traduit de l'allemand par Olivier Barlet. Paris: Harmattan 1991 (Collection Jeunesse-l'Harmattan). 137 Seiten. ISBN 2-7384-1129-0.
- Philippinen [Anthologie: Robert Fischer]. Mit Rafael Toussaint (Photographie). Bucher, München u. Luzern 1985. 142 Seiten. Bildband mit zahlreichen teils farbigen Fotoabbildungen. ISBN 3-7658-0490-8.

1989 erschien eine aktualisierte Neuauflage.
- Bambus läßt sich nicht brechen. Reportagen vom Überleben in Südostasien. Ein „terre des hommes“ Buch. Arena, Würzburg 1986 (Arena-Taschenbuch Band 1534). Mit Vorwort von Karl Helbig und Nachwort von terre des hommes. Mit 1 Karte und 12 Fotoabbildungen im Text. 215 Seiten. ISBN 3-401-01534-6.

Berichte um das Leben und Überleben in den Philippinen, Indonesien, Singapur, Malaysia und Thailand. Einige dieser Schilderungen waren bereits im Mannheimer Morgen, im Deutschen Allgemeinen Sonntagsblatt, in der Frankfurter Rundschau und in der Hannoverschen Allgemeinen Zeitung veröffentlicht worden; mit Genehmigung der Verlage wurden sie in überarbeiteter Form in diesem Buch zusammengefasst.
- 5mal Indonesien. Annäherung an einen Archipel. Mit 2 Karten auf den Innendeckeln und 32 Abbildungen. Piper, München 1987 (Piper Panoramen der Welt, 5116). 531 Seiten. ISBN 3-492-15116-7.

Fünf „Versuche der Annäherung“: Menschen und Schicksale (u. a. über Eduard Douwes Decker, Max Dauthendey und Pramoedya Ananta Toer) – Inseln und Vulkane (Berichte aus allen Landesteilen von Sumatra bis Neuguinea) – Zeiten und Mächte (Geschichte) – Schatten und Sprachen (Religionen, Medien, sozialer Wandel) – Schätze und Chancen (u. a. über die Frauenrechtlerin Kartini, Familienplanung, Transmigration, Gesundheitswesen, Ölgewinnung, Korruption). – Mit Glossar, Literaturauswahl, Personen- und Sachregister, Bildnachweis.
- Magellan – Entdecker im Zwielicht. Spurensuche in Südostasien. Arena, Würzburg 1987 (Arena-Taschenbuch Band 1557). Mit 34 (14 ganzseitigen) Abbildungen im Text und zwei Kartenskizzen. 312 Seiten. ISBN 3-401-01557-5.

Überarbeitete und aktualisierte Neuauflage des 1982 erschienenen Buches „Tod auf Mactan“. Anhänge: Historische Daten im Spannungsverhältnis zwischen Südostasien und Europa (S. 304–309), Bücher zum Thema (S. 310–312).
- Bucher’s Bali. Photos: Otto Stadler und Ernst Hermann Ruth. C. J. Bucher, München u. Luzern, 1987. Bildband mit zahlreichen farbigen tlw. doppelseitigen Fotoabbildungen. 55 Seiten. 4°. Mit einem Beitrag von Marina Tetzner: Bali in Stichwörtern (Seiten 46–55). ISBN 3-7658-0561-0.

2. Auflage: C. J. Bucher, München u. Berlin, 1992. ISBN 3-7658-0798-2.
Lizenzausgabe: München, Cormoran, 1998. ISBN 3-517-07977-4.
- Esperanza heißt Hoffnung. Arena-Verlag Georg Popp, Würzburg 1988. Mit 10 Fotoabbildungen im Text und eine Kartenskizze. 165 Seiten. ISBN 3-401-04189-4.

Auf Tatsachen beruhende frei gestaltete Geschichte von Arbeitern auf den Philippinen, die skrupellos bei der Erzeugung von Zucker ausgebeutet werden.
- Am Rande der Welt. Unterwegs notiert in Asien. Mit einem Vorwort von Fritz Schatten. Mai Verlag, Buchschlag bei Frankfurt, 1988. Mit 26 Fotos. 153 Seiten. ISBN 3-87936-186-X.

Berichte aus Südkorea, Philippinen, Indonesien, Malaysia, Brunei, Thailand, Burma, Bangladesh, Sri Lanka und Indien. – Aktualisierte und überarbeitete Auswahl der seit 1977 unter dem Kolumnen-Titel „Unterwegs notiert“ in der Neuen Zürcher Zeitung erschienenen Beiträge.
- 3mal Philippinen. Das andere Asien. Piper Verlag, München 1989 (Panoramen der Welt, Nr. 5131). Mit 30 s/w-Fotoabbildungen und 2 Karten auf den Innendeckeln. 394 Seiten. ISBN 3-492-15131-0.

Entsprechend dem Titel ist der Inhalt in drei Abschnitten gegliedert: Gestalt und Geografie, Geist und Geschichte, Größe und Grenzen. Der Verfasser geht den sozialpolitischen Konflikten nach und schildert die Machtkämpfe in der Vergangenheit und Gegenwart. Zu Beginn des zweiten Abschnitts deckt Rüdiger Siebert den Schwindel über den „neu entdeckten“ Volksstamm „Tasaday“ auf. – Mit Glossar, Register und Literaturauswahl.
- Das Meer der Träume. Joseph Conrads Ostindien. Piper Verlag, München 1989. Serie Piper, Band 953. Mit 12 (4 ganzseitigen) Fotoabbildungen und zwei Karten. 113 Seiten. ISBN 3-492-10953-5.

Spurensuche auf den Routen des gebürtigen Polen Joseph Conrad (eigentlich Józef Teodor Nałęcz Konrad Korzeniowski) zu den authentischen Schauplätzen seiner Erzählungen in Thailand, Singapur und Borneo. Mit Zeittafel und Auswahlbibliographie.
- Java ▪ Bali. Eine Einladung. Prestel-Verlag, München 1991. Mit 32 Farbseiten, 49 Textillustrationen, 12 Karten und Plänen sowie eine Übersichtskarte auf den Vorsätzen. 392 Seiten. ISBN 3-7913-1171-9.

Auf einer Reise von Jakarta nach Bali werden die Spuren einst bedeutsamer Reiche gezeigt. Im Anhang praktische Reisetipps, eine Übersicht der historischen Zusammenhänge, ein Glossar mit den wichtigsten kulturgeschichtlichen Begriffen und Literaturhinweise.
- Bali. Mit Martin Thomas (Fotografie) und Karl Mertes (Ko-Autor). C. J. Bucher, München, ohne Jahresangabe (1996). Reihentitel: Jenseits des Ozeans. Bildband mit zahlreichen farbigen tlw. doppelseitigen Fotoabbildungen. 88 Seiten. 4°. ISBN 3-7658-1116-5.

Rüdiger Siebert: Auf der Suche nach dem verlorenen Paradies (S. 14–61).

Karl Mertes: Planen – reisen – genießen (S. 62–87).
- Vietnam. Die neue Zeit auf 100 Uhren. Ko-Autor: Heinz Kotte. Mit einem Vorwort von Pham Thi Hoai. Lamuv Verlag, Göttingen 1997. Mit 1 Karte und 20 (17 ganzseitigen) Fotoabbildungen. 255 Seiten. Mit Anhängen: Zeittafel, Glossar, Vietnam in Zahlen und Literaturauswahl. ISBN 3-88977-467-9.

2. aktualisierte Ausgabe: 2001. Lamuv Taschenbuch 301. 256 Seiten. ISBN 3-88977-604-3

Beobachtungen, Eindrücke und Hintergrundinformationen aus dem wiedervereinigten Vietnam. Vermittelt sehr anschaulich in feinfühligen Reportagen die Folgen der wirtschaftlichen Kehrtwende in diesem Land.
- Unsere Flüsse – unser Leben. Flussgeschichten zur Vielfalt und Globalisierung. Ko-Autor: Hans-Martin Große-Oetringhaus. edition terre des hommes, Osnabrück 2009. 314 Seiten. ISBN 978-3-924493-91-2.

Mit Gastbeiträgen von Iris Stolz, Peter Strack, Bettina Printz, Annira Busch, Simon Bösterling, Britta Gohl, Clorinda Cruz Pinazo, William Léon Guerrero und Heinz Kotte.

Reportagen und Geschichten von Flüssen in Asien, Südamerika, Afrika und Europa. Von den insgesamt 43 Beiträgen wurden 17 von Rüdiger Siebert verfasst; sie sind in diesem Buch posthum veröffentlicht worden.
Alle nachfolgenden Bücher sind im Horlemann Verlag erschienen.
- Indonesien. Inselreich in Turbulenzen. Mit einem Vorwort von Karl Mertes. Unkel/Rhein, Bad Honnef, 1998. Mit 46 (13 ganzseitigen) Fotoabbildungen im Text. 253 Seiten. ISBN 3-89502-086-9.

Impressionen aus Jakarta eröffnen dieses Buch. Gespräche mit Pramoedya Ananta Toer und anderen Intellektuellen über die Hintergründe, Machtkämpfe und Lebensbedingungen nach dem Rücktritt von Präsident Suharto. Weitere Stationen: Bandung, Zentral- und Ostjava, Bali, Sulawesi, Sumatra, Molukken. – Anhang: Worterklärungen (S. 248–249), über den Autor (S. 250) und drei Seiten mit Kartenskizzen (S. 251–253).
- Der Traum von Angkor. Vietnam – Kambodscha – Laos. Ko-Autor: Heinz Kotte. Bad Honnef 2000. Mit 4 Karten, 1 Lageskizze und 95 (6 ganzseitigen) Fotoabbildungen im Text. 245 S. ISBN 3-89502-111-3. – Unveränderte Neuauflage: Bad Honnef 2001.

Ergebnisse einer Reise durch das Mekong-Delta in Südvietnam bis nach Angkor im Norden Kambodschas. Schonungslos wird über die Verwüstungen des Landes, die Traumatisierung der Menschen in drei Kriegen, Erpressungen im Kalten Krieg, den Völkermord in Kambodscha und über die kommunistische Misswirtschaft berichtet. – Anhang: Zeittafel (S. 238–240), Glossar (S. 241–243), Informationsquellen im Internet (S. 243), Literaturauswahl (S. 244–245).
- Deutsche Spuren in Indonesien. Zehn Lebensläufe in bewegten Zeiten [mit Unterstützung der Deutschen Welle in Köln]. Bad Honnef 2002. Mit 1 Karte, 10 ganzseitigen Porträts und 21 tlw. ganzseitigen Abbildungen im Text. 246 Seiten. ISBN 3-89502-159-8.

Nach einem zeitgeschichtlichen Vorwort von Heinrich Seemann, Botschafter a. D., und dem einleitenden Kapitel „Deutsch-indonesischer Brückenschlag“ werden zehn Persönlichkeiten mit ihrem Schaffen und Wirken vom 18. Jahrhundert bis in die Gegenwart dargestellt: Gustav Wilhelm Baron von Imhoff (Generalgouverneur der VOC), Franz Wilhelm Junghuhn (Arzt und Naturforscher), Ludwig Ingwer Nommensen (Missionar), Max Dauthendey (Dichter), Emil Helfferich (Kaufmann), Hans Overbeck (Kaufmann, Sprach- und Insektenforscher), Karl Helbig (Geograph und Seemann), Walter Spies (Maler und Musiker), Werner Joachim Meyer (Arzt) und Franz Magnis-Suseno SJ (Priester und Professor).

Mit zwei wichtigen Anhängen: Zeittafel (Indonesiens historische Entwicklung, S. 239–241) und eine ausführliche Bibliographie (Allgemein und zu jeder Person im Einzelnen, S. 242–245).
Auszüge aus diesem Buch: Herausforderung Indonesien. Macht, Kritik, Befreiung – Niederländische Kolonialgeschichte im Spiegel deutscher Lebensläufe. Deutsch-Indonesische Gesellschaft e.V., Köln 2011.
Parallelausgabe in indonesischer Sprache (übersetzt von Elisabeth Soeprapto-Hastrich):

Berjejak di Indonesia: Kisah hidup sepuluh tokoh Jerman. Katalis, Jakarta 2002. 231 Seiten. ISBN 979-8060-58-X.
- Laos – Aufbruch am Mekong. Ko-Autor: Heinz Kotte. Mit einem Vorwort von Hans U. Luther. Bad Honnef 2002. Mit 2 Karten und 42 (22 ganzseitigen) Fotoabbildungen im Text. 254 S. ISBN 3-89502-150-4.

Laos, ein Binnenland ohne Zugang zum Meer, wurde in der Vergangenheit fast immer von mächtigen Nachbarstaaten beherrscht. Eingehend wird die konfliktreiche Geschichte behandelt: Vom Erbe der Khmer, Unterwerfungen unter Siam, Frankreich und Vietnam, vom geheimen Krieg der amerikanischen Intervention. Weitere Themen sind die Wirtschaft des Landes sowie die ethnische Vielfalt der Bevölkerung und deren Zukunftsaussichten. – Mit einer Zeittafel (S. 243–246), einem Glossar über die wichtigsten lokalen Begriffe (S. 247–259) und einer Literaturauswahl (S. 251–253).
- Unterwegs mit Buddha. Eine Spurensuche in Indien und Nepal. Bad Honnef 2004. Mit 1 Karte und 45 (18 ganzseitigen) Fotoabbildungen im Text. 238 Seiten. ISBN 3-89502-176-8.

Selten wurden so konsequent alle heiligen Orte des Buddha besucht. Das Buch enthält eine Fülle von religiösen Gedankengängen, die in der westlichen Welt zwar kaum bekannt sind, aber der großen Masse der Gläubigen trotz ihrer Armut Wohlbefinden und Zufriedenheit beschert.
- Indien südwärts. Von Kalkutta zum Kap Komorin. Reisereportagen. Bad Honnef 2005. Mit 1 Karte und 54 (14 ganzseitigen) Fotoabbildungen im Text. 267 Seiten. ISBN 3-89502-198-9.

- Vietnam hautnah. Ein Land im Umbruch. Ko-Autor: Heinz Kotte. Bad Honnef 2006. Mit zahlreichen teils ganzseitigen Fotoabbildungen im Text. 206 S. ISBN 3-89502-214-4.

Aktualisierte und fortgeschriebene Neubearbeitung des 1997 erschienenen Buches „Vietnam. Die neue Zeit auf 100 Uhren.“ Über die gegenwärtige Entwicklung des Landes, das noch immer von Kriegsfolgen gekennzeichnet ist (z. B. über Agent-Orange-Opfer in der zweiten Generation). Nachdem sich Vietnam den Touristen geöffnet hat, ist der Blick frei geworden auf die Zeugnisse großer Kulturen und Landschaften von geradezu atemberaubender Schönheit, aber auch auf die Folgen des rasanten Fortschritts mit allen Problemen der Globalisierung.
- Indien nordwärts. Von Kerala bis Gujarat. Reisereportagen. Bad Honnef 2007. Mit 1 Karte und 75 (24 ganzseitigen) Fotoabbildungen im Text. 252 Seiten. ISBN 978-3-89502-233-3.

- Vision Malaysia. Multikulti – Malls – Moscheen. Annäherung an einen Vielvölkerstaat. Bad Honnef 2008. Mit zahlreichen teils ganzseitigen Fotoabbildungen im Text. 256 Seiten. ISBN 978-3-89502-259-3.

Der Autor sucht geschichtsträchtige Orte auf, erzählt die Entwicklung des Landes von den ersten indischen Einflüssen bis zum Ende der britischen Kolonialherrschaft, stellt die ethnischen Gruppen und Religionen vor und beschreibt den Zusammenprall von Tradition und Moderne. – Mit einem Exkurs in das Sultanat Brunei.
- Mythos Mekong. Leben und Sterben am großen Fluss. Bad Honnef 2011. Hervorragend illustriert: Mit 2 Karten, 11 (5 ganzseitigen) Reproduktionen von Stichen aus alten Reisewerken, 1 Textabbildung und 24 (9 ganzseitigen) Farbaufnahmen auf 16 Tafelseiten. 223 Seiten. ISBN 978-3-89502-312-5.

In dreizehn Kapiteln berichtet dieses Buch über das gegenwärtige geografische Wissen über den Mekong und geht dabei sehr ausführlich auf die Entdeckungsgeschichte ein. Weitere Themen sind die koloniale Fremdherrschaft und ihre Folgen, die Bewohner am Ufer dieses großen Stroms und aktuelle Umweltprobleme. Das vierzehnte Kapitel enthält Sieberts unvollendetes Tagebuch vom 15. Dezember 2008 bis zum 5. Januar 2009.

Dieses Buch wurde nach Sieberts Tod von seiner Witwe veröffentlicht. In ihrem Vorwort, geschrieben im Dezember 2010, schildert Margarete Siebert den Beginn und das vorzeitige Ende ihrer gemeinsamen Reise und begründet überzeugend die Veröffentlichung des Buches als unvollendetes Fragment, die – nach ihren Worten – im Sinne ihres verstorbenen Gatten geschah.
Hierzu der WDR-Journalist Hermann Krause: „Es ist insgesamt ein lesenswertes Buch, vielleicht das schönste, aber sicherlich das bewegendste, das Rüdiger je geschrieben hat.“